# Моя страна, моя Болгария
«Моя страна, моя Болгария» (болг. «Моя страна, моя България») — патриотическая песня болгарского певца Эмила Димитрова на слова Васила Андреева в аранжировке Митко Штерева. Текст был написан за одну ночь во время гастролей во Франции, а поводом для его написания стало рождение сына. Французский писатель изменил тематику текста на романтическую и песня вышла во Франции под названием «Моника», став европейским хитом. 
Оригинальная версия песни была запрещена в Болгарии из-за строк, воспринятых местной цензурой как намёки на эмиграцию, вследствие чего Эмил не смог принять с ней участие на фестивале «Золотой Орфей». Несмотря на это, песня вошла в состав одноимённой пластинки Димитрова в 1970 году. В Болгарии признана песней XX столетия.

## История

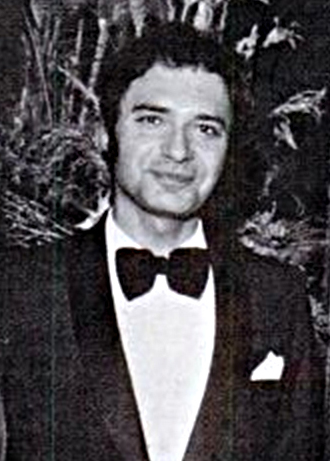
Эмил Димитров в 1970 году

Музыка на слова Васила Андреева под названием «Песен за моята страна» была написана Эмилом Димитровым за одну ночь в 1970 году во время гастролей в Париже. Поводом для написания песни стало рождение сына Эмила Димитрова-младшего (в припеве песни есть строки «Там под родното небе, чака моето дете да се върна» (с болг. — «Там под небом родным ждёт меня дитя моё»)). Французский писатель адаптировал её текст на местный лад и песня вышла во Франции под названием «Моника» на первом сингле музыканта «L’amour c’est toi». Он был продан тиражом более 500 000 копий в Германии и 100 000 копий в Бельгии. Во Франции и Германии он получил статус платинового. Благодаря этой песне Эмил выиграл премию «Композитор года» Союза композиторов Западной Германии.
Будучи романтической песней, она стала европейским хитом. Её перепели на немецком, итальянском, французском и других языках. После множества концертов в Париже у артиста была возможность остаться за рубежом и сделать успешную карьеру, но Эмил предпочёл вернуться в Болгарию. Христо Куртев, президент Международной академии искусств в Париже, говорил, что права на исполнение многих песен Эмиля были запрошены иностранными певцами из Бельгии, Нидерландов, Германии, Марокко и Ливана. Таким образом, Эмил Димитров стал первым болгарским членом Союза французских композиторов и начал получать гонорары со всего мира.

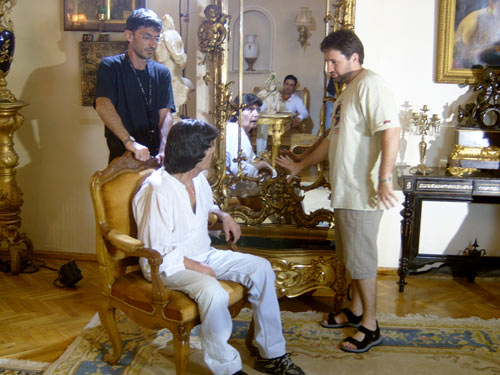
Слева направо: Деян Неделчев, Эмил Димитров, Диан Христов (отражение в зеркале) и Стилиян Иванов. Съёмки клипа на песню «Моя страна, моя Болгария» (2003 год)

Однако Союз болгарских композиторов остался для него закрытым из-за отсутствия музыкального образования. Помимо Франции, он вмиг стал звездой Советского Союза, где пел перед залами и стадионами. В Болгарии «Песен за моята страна» была запрещена, поскольку цензура обнаружила в песне «буржуазное» влияние и намёк на эмиграцию. Как позднее признавался сам Димитров, его обвинили в том, что в песне косвенно упоминается о болгарских эмигрантах за границей, хотя в самом тексте есть строка «Я вернусь», которая меняет смысл композиции. По совету Павла Матева Димитров изменяет текст и называет песню «Моя страна, моя Болгария». Эмил отдал её на фестиваль «Золотой Орфей», но, из-за изменений в правилах, сделанных, по его словам, конкретно из-за этой песни, не смог получить приз. Несмотря на цензуру, в этом же году лейблом «Балкантон» была выпущена пластинка «Моя страна» с одноимённой песней на ней.
Аранжировкой песни занимался Митко Штерев. По его словам, благодаря Эмилю он впервые попал на пластинку «Балкантона» и посетил студию. В зале «България» Митко сделал аранжировки «Моей страны» и других знаковых песен Димитрова, дирижируя хором. «Он писал музыку как европеец, а не как болгарский герой» — вспоминает Штерев.
В 2003 году Стилияном Ивановым и Деяном Неделчевым при участии постаревшего Димитрова и актёра Диана Христова был снят единственный официальный видеоклип на композицию.

## Влияние
Многими болгарскими изданиями, в том числе «БНР», «БТА» и «Марица», «Моя страна, моя Болгария» признавалась песней XX столетия и иногда вторым «неофициальным» гимном Болгарии. Считается, что песня была интерпретирована минимум на 36 языков в различных кавер-версиях. 
В 2005 году, с согласия Эмила, его сын передал песню Болгарской социалистической партии, и она стала гимном социалистической кампании С 2015 года «Моя страна, моя Болгария» не используется партией из-за неурегулированности авторских прав. 